# Daniel Harding

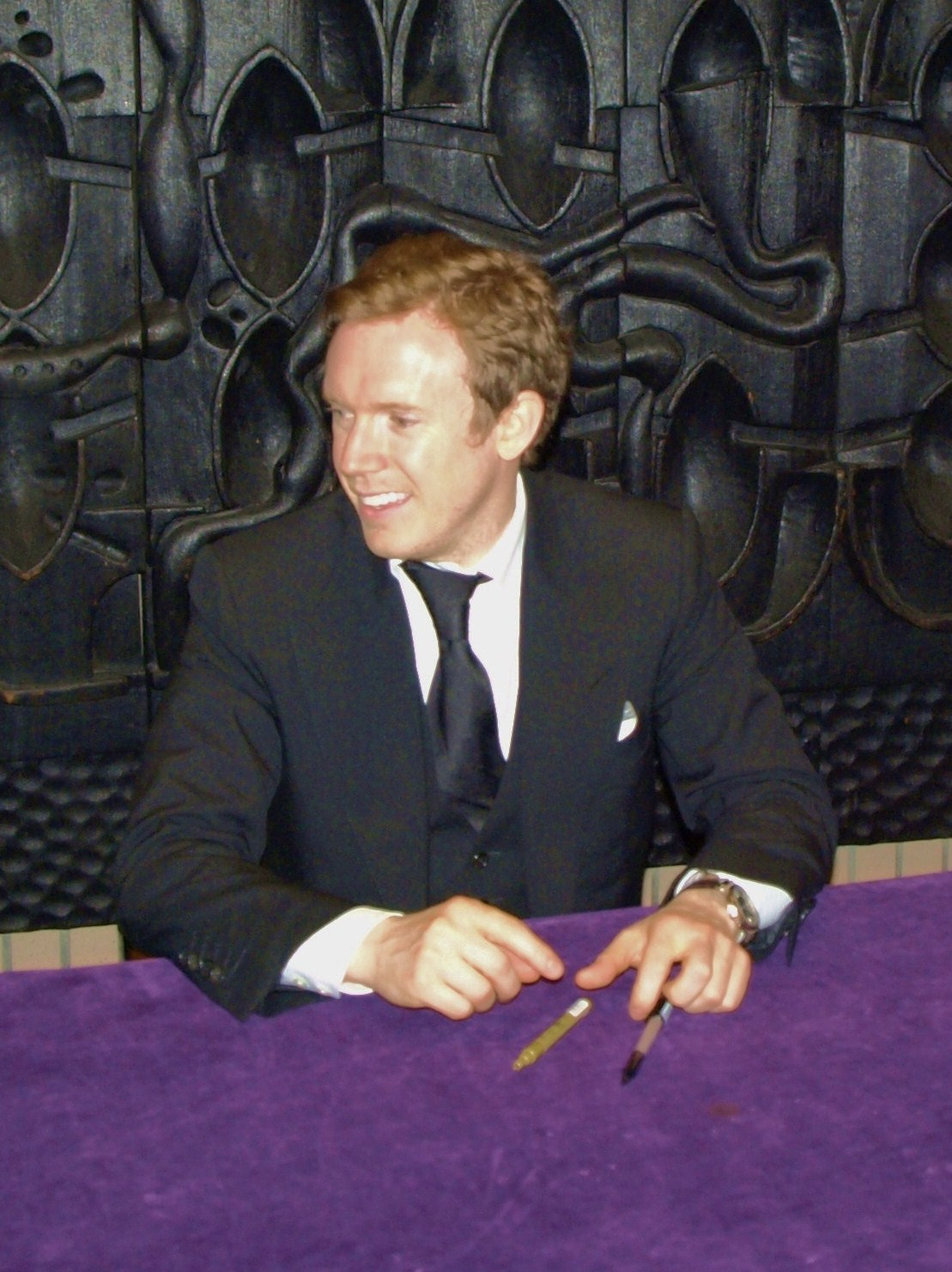
Daniel Harding (2011)

Daniel John Harding CBE (* 31. August 1975 in Oxford) ist ein britischer Dirigent und Pilot.

## Leben und Werk
Im Alter von 17 Jahren stellte Harding eine Gruppe von Musikern zusammen, um Pierrot Lunaire von Arnold Schönberg aufzuführen, und sandte einen Mitschnitt der Aufführung an Sir Simon Rattle in Birmingham. Nachdem Rattle die Aufnahme gehört hatte, engagierte er Harding für ein Jahr (1993/94) als seinen Assistenten beim City of Birmingham Symphony Orchestra. Anschließend besuchte Harding die Universität Cambridge, doch schon nach seinem ersten Jahr an der Universität ernannte ihn Claudio Abbado zu seinem Assistenten bei den Berliner Philharmonikern.
Von 1997 bis 2000 war Harding Chefdirigent des Sinfonieorchesters Trondheim, 1999 bis 2003 leitete er die Deutsche Kammerphilharmonie Bremen. Von 2003 bis 2011 war er Musikdirektor des Mahler Chamber Orchestra, 2011 wurde er zum Ehrendirigenten des Orchesters ernannt. 2005 dirigierte er an der Mailänder Scala Idomeneo zur Eröffnung der Spielzeit als Ersatzdirigent für Riccardo Muti, der kurz zuvor als Chefdirigent der Scala zurückgetreten war. Beim Aix-en-Provence-Festival 2005 dirigierte er Così fan tutte. 2004 wurde Harding zum Principal Guest Conductor des London Symphony Orchestra ab 2006 ernannt.
Seit der Spielzeit 2007/08 ist er Chefdirigent des Schwedischen Radiosinfonieorchesters, wo sein Vertrag zuletzt im Oktober 2018 bis zur Saison 2022/2023 verlängert wurde. Ab 2016 war er zudem Chefdirigent des Orchestre de Paris, wo er seinen Vertrag im Januar 2018 zum September 2019 kündigte. Seit 2018 ist er Künstlerischer Leiter des Anima Mundi Festivals in Pisa. Mit Beginn der Saison 2024/25 wird er Musikdirektor des Orchestra dell’Accademia Nazionale di Santa Cecilia in Rom.
Harding legte zahlreiche CD-Einspielungen vor, hauptsächlich für Virgin Classics und EMI. In den Jahren 2011, 2015, 2021, 2023 und 2025 leitete er das Neujahrskonzert von Venedig.
Seit 2014 nahm Harding Flugstunden und erwarb eine Lizenz als Pilot für private wie kommerzielle Flüge. Seit 2021 ist er neben seiner Tätigkeit als Dirigent auch bei der Fluggesellschaft Air France als Pilot für Verkehrsflüge  in Europa und Afrika tätig.
Harding war mit der Bratschistin Béatrice Muthelet verheiratet und hat zwei Kinder.
Musikerkollegen heben seine Auffassungsgabe hervor, die sich unter anderem im ungewöhnlich schnellen Lesen und Erfassen von Partituren zeige.

## Auszeichnungen
- 1998: Choc de l’année von Le Monde de la musique für Our Hunting Fathers (Werke von Benjamin Britten), mit Ian Bostridge
- 2000: Classical BRIT Awards in der Kategorie Young British Classical Performer
- 2002: Chevalier de l’Ordre des Arts et des Lettres
- 2002: Diapason d’or, Choc de l’Année, Grand Prix du Disque für Brittens The Turn of the Screw
- 2003: Gramophone Award für The Turn of the Screw
- 2011: Premio Abbiati
- 2016: Diapason d’or de l’année 2016 für seine Aufnahme von Gustav Mahler Sinfonie Nr. 6 mit dem Symphonieorchester des Bayerischen Rundfunks
- 2021: Commander des Order of the British Empire